# Герб Сокирянского района
Герб Сокирянского района (укр. Герб Сокирянського району) — официальный символ Сокирянского района Черновицкой области Украины, утверждённый 27 сентября 2010 года решением районного совета.

## Описание
На зелёном щите с серебряным верхом два серебряных топорика с золотыми рукоятками расположенными крест-на-крест, над ними разделенное на две части солнце, одна нижняя золотая и верхняя красная, под топориками серебряный цветок. Щит окаймлен золотым декоративным картушем и увенчан золотой короной. Щит держат два золотых быка с флагами Украины и Черновицкой области. На лазурной девизной ленте золотая надпись «Сокирянский район».